# Notocacteae
Notocacteae är en tribus inom underfamiljen Cactoideae i familjen kaktusväxter, och består av 9 släkten. Dessa är:
- Austrocactus
- Blossfeldia
- Copiapoa
- Eriosyce
- Eulychnia
- Frailea
- Neowerdermannia
- Parodia
- Yavia